# Ielizavetpillea, Apostolove
Ielizavetpillea (în ucraineană Єлізаветпілля) este un sat în comuna Vilne din raionul Apostolove, regiunea Dnipropetrovsk, Ucraina.

## Demografie
Componența lingvistică a localității Ielizavetpillea
     Ucraineană (95,24%)
     Rusă (3,17%)
     Belarusă (1,59%)
Conform recensământului din 2001, majoritatea populației localității Ielizavetpillea era vorbitoare de ucraineană (95,24%), existând în minoritate și vorbitori de rusă (3,17%) și belarusă (1,59%).